# Sommer-Paralympics 2012/Teilnehmer (Singapur)
| stlisierte Goldmedaille | stlisierte Silbermedaille | stlisierte Bronzemedaille |
| ----------------------- | ------------------------- | ------------------------- |
| —                       | 1                         | 1                         |

Singapur entsandte zu den Paralympischen Sommerspielen 2012 in London (29. August bis 9. September) eine aus acht Sportlern bestehende Mannschaft. Insgesamt gewann der Singapur drei Medaillen und fand sich auf Platz 65 des Medaillenspiegels wieder.

## Medaillengewinner

### Silber
| Name          | Sportart | Wettkampf |
| ------------- | -------- | --------- |
| Laurentia Tan | Reiten   | Kür Ia    |

### Bronze
| Name          | Sportart | Wettkampf           |
| ------------- | -------- | ------------------- |
| Laurentia Tan | Reiten   | Championshiptest Ia |

## Teilnehmer nach Sportart

### Boccia
Einzel
| Athleten    | Wettbewerb  | Qualifikation | Qualifikation | 1. Runde       | 1. Runde | 2. Runde      | 2. Runde | Viertelfinale | Viertelfinale | Halbfinale    | Halbfinale    | Finale        | Finale        | Rang          |
| Athleten    | Wettbewerb  | Gegner        | Ergebnis      | Gegner         | Ergebnis | Gegner        | Ergebnis | Gegner        | Ergebnis      | Gegner        | Ergebnis      | Gegner        | Ergebnis      | Rang          |
| ----------- | ----------- | ------------- | ------------- | -------------- | -------- | ------------- | -------- | ------------- | ------------- | ------------- | ------------- | ------------- | ------------- | ------------- |
| Nurul Binte | Einzel BC 3 | Johnny Cronin | 4:6           | Monica Martino | 5:2      | Johnny Cronin | 7:1      | Kim Han-soo   | 5:2           | ausgeschieden | ausgeschieden | ausgeschieden | ausgeschieden | ausgeschieden |

### Reiten
| Athleten                               | Wettbewerb        | Punkte  | Rang   |
| -------------------------------------- | ----------------- | ------- | ------ |
| Gemma Foo mit Avalon                   | Einzel Pflicht Ia | 65.050  | 13     |
| Gemma Foo mit Avalon                   | Einzel Kür Ia     | 65.8000 | 12     |
| Laurentia Tan mit Ruben James 2        | Einzel Pflicht Ia | 73.650  | Bronze |
| Laurentia Tan mit Ruben James 2        | Einzel Kür Ia     | 79.000  | Silber |
| Maximilian Tan mit Avalon              | Einzel Pflicht Ib | 59.304  | 15     |
| Maximilian Tan mit Avalon              | Einzel Kür Ia     | 62.000  | 14     |
| Gemma Foo Laurentia Tan Maximilian Tan | Team              | 404.191 | 11     |

### Segeln
| Athleten              | Wettbewerb         | Qualifikation | Qualifikation | Medal Race | Medal Race | Punkte | Rang |
| Athleten              | Wettbewerb         | Punkte        | Rang          | Punkte     | Rang       | Punkte | Rang |
| --------------------- | ------------------ | ------------- | ------------- | ---------- | ---------- | ------ | ---- |
| Männer                |                    |               |               |            |            |        |      |
| Desiree Lim Jovin Tan | Zwei-Mann-Kielboot | -             | -             | -          | -          | 64     | 7    |

### Schwimmen
| Athleten    | Wettbewerb        | Vorlauf     | Vorlauf | Finale        | Finale        | Rang          |
| Athleten    | Wettbewerb        | Zeit        | Rang    | Zeit          | Rang          | Rang          |
| ----------- | ----------------- | ----------- | ------- | ------------- | ------------- | ------------- |
| Frauen      |                   |             |         |               |               |               |
| Yip Pin Xiu | 50 m Freistil S2  | -           | -       | 1:01,64 min   | 4             | 4             |
| Yip Pin Xiu | 100 m Freistil S3 | 2:09,74 min | 4       | 2:09,41 min   | 4             | 4             |
| Theresa Goh | 50 m Freistil S5  | 47,91 s     | 10      | ausgeschieden | ausgeschieden | ausgeschieden |
| Theresa Goh | 100 m Freistil S5 | 1:45,78 min | 11      | ausgeschieden | ausgeschieden | ausgeschieden |